# Каноник
 Тази статия е за църковната длъжност.  За църковния сборник вижте Каноник (книга).  
Каноник (от гръцки: κανονικός, „каноничен“, „редовен“) е църковна длъжност в Католическата и Англиканската църква.
Канониците, които могат да бъдат ръкоположени свещеници или светски лица, са членове на капитул – съвет, подпомагащ работата на катедрала или друга голяма църква, наричана в този случай колегиална църква. Длъжността на канониците се появява през VIII век и с времето се институционализира, като капитулите започват да играят важна роля в дейността на съответните църкви, например да избират временен епархиен администратор при овакантяване на катедрата.